# Janusz Łakomiec
Janusz Łakomiec (ur. 29 kwietnia 1954, zm. 10 października 2024) – polski gitarzysta, członek zespołu Mech.

## Życiorys
Urodził się 29 kwietnia 1954. Należał do założycieli zespołu Zjednoczone Siły Natury Mech. Był gitarzystą, wokalistą i autorem tekstów piosenek. Z zespołem zarejestrował albumy Bluffmania i Tasmania. Współpracował również z Jackiem Skubikowskim. 
W ostatnim okresie życia Janusz Łakomiec grał na ulicach w Toruniu. Zmarł 10 października 2024 i został pochowany na Centralnym Cmentarzu Komunalnym w Toruniu. Informacja o jego śmierci pojawiła się dopiero w czerwcu 2025. 